# Boșorod
Boșorod è un comune della Romania di 2 053 abitanti, ubicato nel distretto di Hunedoara, nella regione storica della Transilvania.
Il comune è formato dall'unione di sette villaggi: Alunu, Bobaia, Boșorod, Chitid, Cioclovina, Luncani, Ursici.